# Code de conduite
Pour l’article homonyme, voir Code.

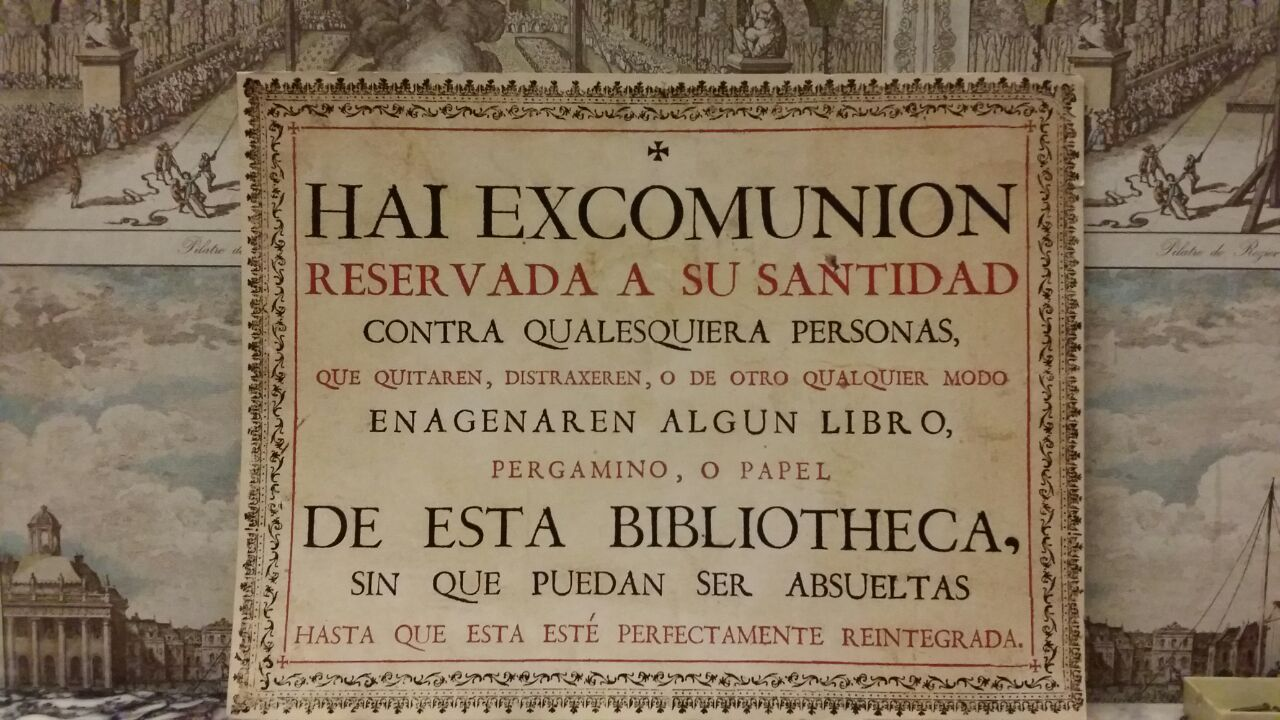
Affiche en espagnol avec avertissement de sanction en cas de non-respect du règlement de la bibliothèque.

Dans le cadre d'une organisation, un code de conduite est une déclaration officielle des valeurs et des pratiques au sein de celle-ci. Le code formalise un certain nombre de principes d'actions et de normes « minimales » : en publiant son code de conduite, l'organisation s'engage à observer ces normes et à les faire observer par ses éventuels partenaires.
En entreprise, les codes de conduite sont adoptés dans le cadre de stratégies de développement durable et de responsabilité sociétale d'entreprise (RSE). 
Dans certains cas, le code est conçu directement par une organisation pour son activité, et dans d'autres cas, le code est rédigé par une ONG ou un autre organisme et proposé à la signature de nombreuses organisations.

## En entreprise
Un code de conduite peut être global ou porter spécifiquement sur les pratiques sociales de l'entreprise (refus du travail des enfants, etc.), sur les pratiques éthiques (lutte contre la corruption, etc.) ou sur les pratiques environnementales (principe de précaution,  utilisation privilégiée de ressources renouvelables).

### Exemples
Il existe un certain nombre de codes de conduite applicables à toutes les entreprises de tous secteurs, qui sont apparus depuis le début des années 1980. Il s'agit la plupart du temps d'initiatives multi-parties prenantes, regroupant dès le départ des entreprises des principaux secteurs concernés, mais aussi des ONG sociales ou environnementales, des institutions internationales, etc.

#### Principes du CERES
La Coalition for Environmentally Responsible Economies (CERES), réseau américain à but non lucratif d'investisseurs, d'organisations environnementales, et de groupes d'intérêt et fondé par Mindy Lubber, a créé en 1989 un code de conduite environnemental qui tient en dix points :
- Protection de la biosphère (élimination progressive de toute substance pouvant causer des dommages environnementaux à l'air, à l'eau, à la Terre et à ses habitants).
- Utilisation durable des ressources naturelles, qu'elles soient renouvelables (eau, forêts, etc.), ou non-renouvelables (pétrole, gaz naturel, etc.).
- Réduction et recyclage des déchets.
- Conservation de l'énergie (amélioration de l'efficacité énergétique et préférence accordée aux sources d'énergie renouvelables et durables).
- Réduction des risques (notamment en matière de santé, sécurité et environnement, pour les employés et pour les communautés avoisinantes).
- Sécurité des produits et services (y compris information des consommateurs sur l'utilisation et ses risques).
- Réparation de l'environnement (y compris compensation des dommages causés à la Terre et aux personnes).
- Information du public (y compris dialogue avec les parties prenantes).
- Engagement de la direction.
- Réalisation d'audits et publication de rapports (selon les principes édictés par le CERES dans les lignes directrices de production de « CERES reports) ».

#### Charte des entreprises pour le développement durable, de la Chambre de commerce internationale
La Chambre de commerce internationale a été créée en 1919 par des entreprises de plus de 130 pays pour faire valoir leur point de vue auprès des gouvernements. Elle a publié en 1991 une charte, qui tient en 16 principes directeurs, plutôt orientés sur l'environnement, et conçus à l'attention des entreprises de tous secteurs.

#### Global Sullivan Principles
Ces principes ont été définis par le pasteur américain Leon H. Sullivan, contemporain et ami de Martin Luther  King. Il fut militant des droits de l'homme et fit partie des dirigeants du groupe General Motors pendant vingt ans à partir de 1970. C'est à ce titre qu'il initia en 1977 un code de conduite principalement orienté sur le respect de droits de l'homme et originellement publié à l'attention des entreprises qui avaient des activités en Afrique du Sud. Ce code de conduite a notoirement joué un rôle important dans la fin des discriminations raciales sur le lieu de travail en Afrique du Sud, mais il s'applique au-delà de cette situation particulière.

#### MacBride Principles
Les MacBride Principles (en) ont été publiés pour la première fois en novembre 1984. Ils sont issus d'une initiative du père Sean McManus qui incite les entreprises (en particulier américaines) implantées en Irlande du Nord à ne pas pratiquer de discrimination à l'encontre des catholiques.

#### Standard social SA 8000
Ce standard a été créé en octobre 1997 par l'organisation sans but lucratif Council on Economic Priorities, historiquement connue pour ses évaluations indépendantes de la performance des entreprises sur différents critères éthiques et pour son guide de la consommation responsable « Shopping for a better world ».
L'objectif de ce standard est d'aider les entreprises à répondre de manière volontaire aux questions de leurs parties prenantes et à leurs propres exigences sur les conditions sociales et humaines dans lesquelles sont fabriqués les produits, en particulier dans les pays du Sud.
Initialement orienté vers les secteurs de l'industrie textile et des jouets, le standard s'est progressivement étendu à la grande distribution et aux denrées agricoles. Il complète les normes ISO 9000 (qualité), et ISO 14000 (respect de l'environnement). Ce code cherche à définir des critères universellement reconnus pour des sujets sensibles comme le travail des enfants ou la liberté d'association.
Ce standard s'appuie sur des documents internationaux fondamentaux : la convention de l'Organisation internationale du travail, la déclaration des Nations unies pour les droits de l'homme, etc. L'application du standard est volontaire, et contrôlable par audit, plusieurs organismes certificateurs ayant été accrédités pour mettre en place le standard.

#### Principes d'action contre la corruption
Les Business Principles for Countering Bribery de Transparency International ont été proposés aux entreprises au second semestre 2001. L'ONG, spécialisée dans la lutte contre la corruption, était alliée pour l'occasion aux promoteurs de la norme sociale SA 8000. Les principes sont le fruit d'un travail en commun mené par un groupe d'entreprises (parmi lesquelles Shell, General Electric, et Norsk Hydro), d'ONG et de syndicats.

#### Human Rights Principles
Ces principes ont été développés par la section « business » de l'ONG Amnesty International, en Grande-Bretagne. Ils s'appuient sur les textes et standards internationaux dans ce domaine.

#### Norme AA 1000
Cette norme a été développée par l'organisme britannique Institute for Social and Ethical AccountAbility créé en 1996 à l'initiative de plusieurs bureaux internationaux d'études socio-éthiques. L'objectif est de promouvoir la responsabilité sociétale des entreprises, notamment via le développement de nouveaux outils d'audit et de reporting, ainsi que de normes. Cette norme, ne donnant pas lieu à certification, s'inspire néanmoins des principes du développement durable, puisqu'elle porte sur la qualité du dialogue que l'entreprise entretient avec ses parties prenantes.

### Limites
Des voix s'élèvent pour dénoncer l'inefficacité relative des codes de conduite. Bernard Salengro va jusqu'à dénoncer une forme de manipulation mentale qui se cache derrière un vocabulaire pompeux. Pour bon nombre d'ONG, le schéma volontaire ne peut pas fonctionner et conduit inévitablement à des décalages entre les mots et les actes (par exemple écoblanchiment), s'il n'est pas renforcé par des lois. Peu de codes ont prévu des dispositions pour suivre l'application effective des principes et sanctionner leur non-respect[réf. nécessaire].
Aux États-Unis, une députée démocrate, Cynthia McKinney, a déposé en 2001 un projet de loi sur le sujet : le « Corporate Code of Conduct Act » accorderait la préférence pour l'obtention de marchés publics aux entreprises qui s'engagent sur un code de conduite mais, à l'inverse, priverait d'avantages fiscaux ou de subventions celles qui seraient prises en flagrant délit de non-respect des codes auxquels elles auraient elles-mêmes souscrit.
En Europe, les textes législatifs commencent à prendre acte des attentes croissantes concernant la responsabilité sociétale des entreprises : en France, l'article 116 de la loi relative aux nouvelles régulations économiques dispose que le rapport annuel des entreprises cotées doit comporter des éléments indiquant « la manière dont la société prend en compte les conséquences sociales et environnementales de son activité ». Cette disposition a pris effet à compter de la publication du rapport annuel 2002, paru début 2003[réf. souhaitée].
La limite principale des codes de conduite est qu'ils sont vérifiés par des acteurs économiques privés. Ces derniers dépendent donc du financement des entreprises évaluées. Si l'évaluation s'avère mauvaise l'année suivante, le vérificateur risque de perdre son client. Par conséquent, l'évaluation manque d'indépendance[source insuffisante].

## Logiciel libre
Plusieurs projets du monde des logiciels libres et open source utilisent des codes de conduite pour les contributeurs, tel que le Contributor Covenant créé par Coraline Ada Ehmke.